# Demodes mindanaonis
Demodes mindanaonis är en skalbaggsart som beskrevs av Stefan von Breuning 1939. Demodes mindanaonis ingår i släktet Demodes och familjen långhorningar.
Artens utbredningsområde är Filippinerna. Inga underarter finns listade i Catalogue of Life.